# Senator (Zug)
Senator war von 1952 bis 1999 nacheinander die Bezeichnung für mehrere Fernverbindungen im hochwertigen Personenverkehr der Deutschen Bundesbahn (DB) zwischen unterschiedlichen Fahrzielen, die entweder Hamburg oder Bremen einschlossen.

## Name
Der Name des Zuges leitet sich von der Bezeichnung für die Mitglieder des Senats der Freien und Hansestadt Hamburg beziehungsweise des Senats der Freien Hansestadt Bremen, der traditionellen Exekutivorgane der Hansestädte, ab.

## Die Züge

### Ft 41/42 (1952 bis 1963)
Die erste Verbindung, die diesen Namen erhielt, war ein Fernschnellzug (F). Er verkehrte ab dem Sommerfahrplan 1951 zwischen Frankfurt (Main) und Hamburg-Altona über Bebra. Den Namen erhielt der Zug aber erst ein Jahr später. Als Fernschnellzug führte er ausschließlich die (alte) 2. Klasse, nach der Klassenreform von 1956 nur die (neue) 1. Klasse. Er fuhr in Tagesrandlagen, morgens nach Norden, nachmittags/abends nach Süden. Eingesetzt wurden zunächst Dieseltriebwagen der Baureihe VT 085.
Ab Sommer 1954 sollte die Verbindung mit dem neuen Triebwagen der Baureihe VT 10.501 gefahren werden. Das gelang aber nicht immer, da das neue Fahrzeug sehr oft für Werkstattaufenthalte und Probefahrten abgezogen werden musste. Ersatzweise verkehrte ein lokomotivbespannter Wagenzug. Im Fahrplanjahr 1955 verkehrte der Zug vorübergehend über die Main-Weser-Bahn und Kassel. Ab Ende 1956 wurde auf den Einsatz des betrieblich unzuverlässigen VT 10.501 verzichtet und die Verbindung planmäßig wieder mit VT 08 gefahren. Da die Zahl der Triebwagen dieser Baureihe aber knapp war, kam es zwischendurch auch wiederholt zum Einsatz lokomotivbespannter Wagenzüge.

### D 41/42 (1963 bis 1970)
Zum Sommer 1963 wurde der Senator in einen zweiklassigen Schnellzug (D) umgewandelt. Er lief nun lokomotivbespannt und war aus UIC-X-Wagen sowie einem Altbau-Speisewagen bzw. einem Halbspeisewagen AR4üm zusammengestellt; es wurden auch Halbgepäckwagen und an manchen Tagen Bahnpostwagen mitgeführt. Der Zuglauf war nun Wiesbaden – Frankfurt (Main) – Kassel Hbf – Hannover – Hamburg.
1966 wurde der Laufweg umgestellt; der Zug verkehrte nun zwischen Bremerhaven-Lehe und Wiesbaden über Bremen, Hannover, Kassel, Gießen und Frankfurt (Main), wobei er aus tariflichen Gründen zwischen Frankfurt und Wiesbaden, später auch von Bremen nach Bremerhaven als Eilzug, auf dem restlichen Laufweg als Schnellzug geführt wurde. Ab 1967 erlaubte die Elektrifizierung der Main-Weser-Bahn, den Zug auf ganzer Länge mit Elektrolokomotiven zu bespannen. Ab 1969 wurde anstelle des Halbspeisewagens ein Büfettwagen BRbuümh geführt.

### D 670/671 (1970 bis 1979)
Zwischen Sommerfahrplan 1970 und Winterfahrplan 1978/1979 verkehrte der Senator zwischen Bremerhaven-Lehe und Wiesbaden unter der Nummer D 670/671. Ab 1974 entfiel der Büfettwagen, stattdessen führte der Zug eine Minibar mit.

### IC 516/517 (1979 bis 1982)
Mit der Inbetriebnahme des IC’79-Systems im Sommerfahrplan 1979 wurde der Senator zu einem Zug der Linie 1 zwischen Hamburg und München über Bremen, Dortmund, Köln und Stuttgart. Der Zug bestand zunächst aus einem Großraumwagen und zwei Abteilwagen erster Klasse, einem Speisewagen und bis zu sieben Abteilwagen zweiter Klasse, er wurde mit Lokomotiven der DB-Baureihe 103 bespannt.

### IC 515/516 (1982 bis 1985)

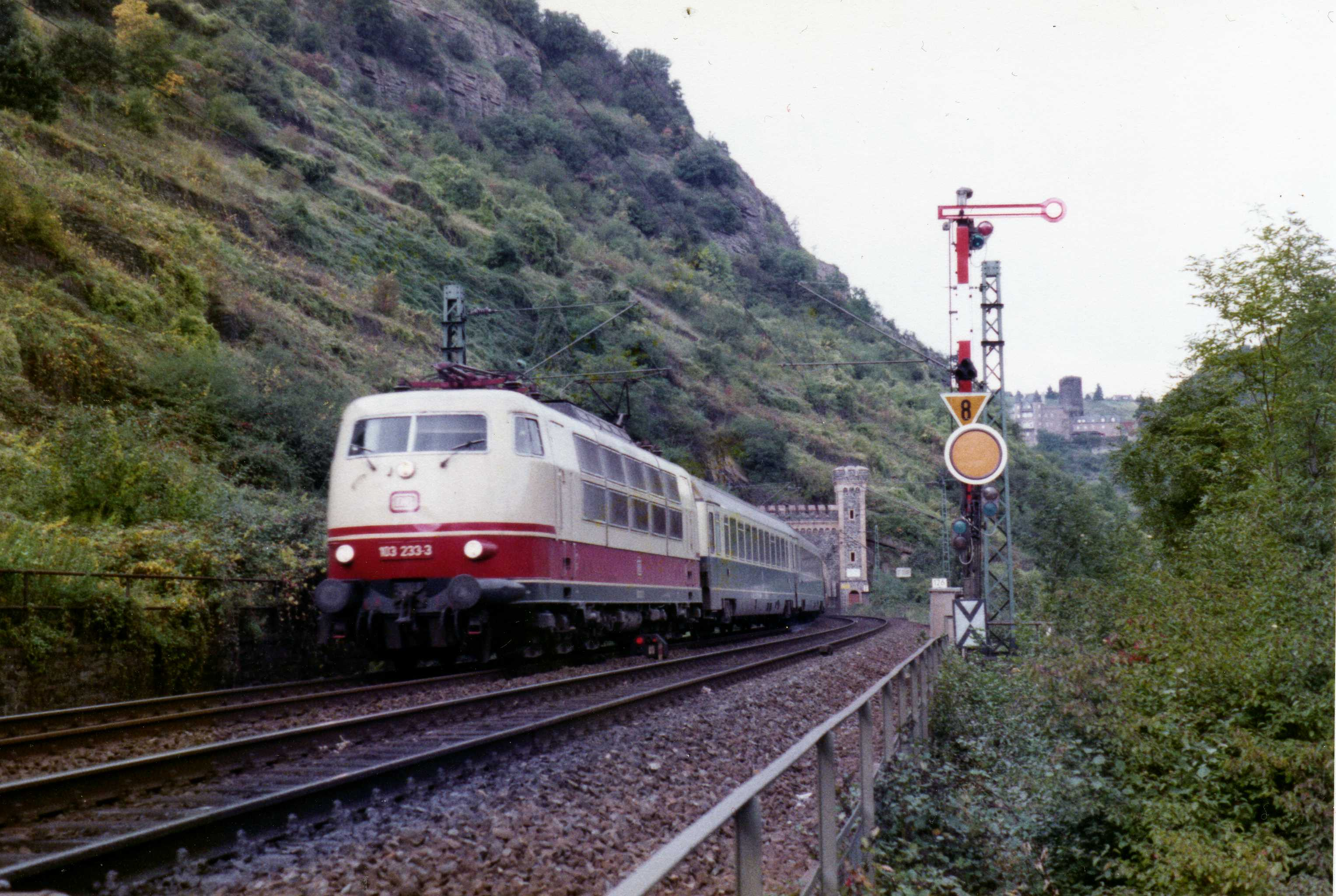
IC 515 am 10. Oktober 1984 auf der linken Rheinstrecke

Ab 1982 wurde die Zugnummer auf 515 (Hamburg – München) und 516 (München – Hamburg) geändert. Der Zug führte nun in der zweiten Klasse auch klimatisierte Großraumwagen.

### IC 504/505 (1985 bis 1988)
Mit der Änderung des IC-Netzes 1985 wurde der Verlauf der Linie 1 und damit auch der Zuglauf des Senator geändert, unter der neuen Zugnummer 504/505 verkehrte der Zug nun zwischen Hamburg und Frankfurt (Main) über Bremen, Dortmund, Köln und Wiesbaden. Ab 1986 wurde ein Halbspeisewagen ARmz eingesetzt.

### IC 812/813 (1988 bis 1991)
Ab 1988 wurde das IC-Netz erneut umgestellt. Wie die anderen Züge der Linie 1 verkehrte der Senator nun unter der Nummer 812/813 zwischen Hamburg und Stuttgart über Bremen, Dortmund, Köln und Mannheim. Er befuhr dabei die neu eröffnete Schnellfahrstrecke Mannheim–Stuttgart.

### ICE 794/795 (1991 bis 1995)
Ab 1991 ging der Zugname Senator auf einen der ersten Züge des neuen Intercity-Express-Systems über. Der Zug auf der neuen ICE-Linie 6 verkehrte nun zwischen Hamburg und Stuttgart über Hannover, Kassel-Wilhelmshöhe, Frankfurt (Main) und Mannheim und wurde mit einer ICE 1-Garnitur geführt.

### ICE 896/897 (1995 bis 1996)
Mit dem Sommerfahrplan 1995 änderte sich die Zugnummer auf 896 (Stuttgart – Hamburg) und 897 (Bremen – Stuttgart).

### ICE 899 (1996 bis 1999)
Im Winterfahrplan 1996/1997 wurde der Zugname Senator nur noch in eine Richtung für einen Zug von Bremen nach Göttingen verwendet. Ab dem Sommerfahrplan 1997 verkehrte dieser von Bremen über Hannover, Göttingen und Fulda nach Frankfurt (Main). Im Winterfahrplan 1998/1999 wurde der Zugname Senator zum letzten Mal verwendet.